# Narzana
Narzana es una parroquia española del municipio de Sariego, en la comunidad autónoma de Asturias.

## Geografía
Es la más occidental de las tres parroquias sareganas, limitando al norte con las parroquias de Candanal en el concejo de Villaviciosa y Baldornón, perteneciente al concejo de Gijón con las que hace frontera en la Peña de los Cuatro Jueces; al sur con Collao en el concejo de Siero, al este con Santiago y por último al oeste con las parroquias de Vega de Poja y La Collada, ambas en Siero, estando en esta última el cuarto restante de la Peña de los Cuatro Jueces.

## Historia
Hacia mediados del siglo XIX, la parroquia, ya por entonces perteneciente a Somiedo, tenía contabilizada una población de cuatrocientos habitantes. Aparece descrita en el duodécimo volumen del Diccionario geográfico-estadístico-histórico de España y sus posesiones de Ultramar de Pascual Madoz con las siguientes palabras:

NARZANA (Sta. Maria): felig. en la prov. y dióc. de Oviedo (4 leg.), part. jud. de Infiesto en Berbio, ayunt. de Sariego (1/2 á Vega): sit. en un valle y terreno algo desigual, con libre ventilacion, y clima frio, siendo las enfermedades comunes, dolores de costado, y el estérico en las mugeres. Tiene 106 casas repartidas en los barrios de Aramendi, Arrimada, Barbechu, Canal, Castañeda, Miares, y Villar. Hay escuela de primeras letras frecuentada por 80 niños, cuyo maestro percibe 1,000 rs. de sueldo. La igl. parr. (Sta. Maria) es grande y con una buena portada; sirve el culto un cura de primer ascenso y de patronato real, y está sit. enmedio de un delicioso bosque. Hay tambien 3 ermitas, la una llamada San Pedro de la Cueva, otra bajo la advocacion de Sta. Apolonia, y la tercera titulada del Villar; las cuales ninguna particularidad ofrecen, escepto del Villar; las cuales ninguna particularidad ofrecen, escepto la de San Pedro, donde se celebra una romeria el dia de su titular. Confina el térm. N. Peon; E. Sariego; S. Collado, y O. San Martin. El terreno es fuerte y de buena calidad, y comprende el monte de la Llomba del cual bajan 3 riach. denominados de la Espina, el de Pereda, y de Castañeda. Atraviesan por esta parr. un camino que desde Infiesto va á Gijon, y otro de Oviedo á Villaviciosa. prod. trigo, maiz, castañas, habas y patatas: hay ganado vacuno, de cerda, lanar y cabrio: caza de perdices y liebres, y pesca de truchas y anguilas. ind. la agricola, molinos harineros, y portear carbon de piedra á los puertos de Gijon y Villaviciosa. comercio: estraccion de trigo y maiz. pobl.: 106 vec., 400 alm. contr. con su ayunt. (V.).
(Madoz, 1849, pp. 30-31)

## Geografía humana

### Organización territorial
La parroquia está conformada por las siguientes entidades de población:
- Aramanti
- Barbechu
- Canal
- Castañera
- Miares
- La Rimá
- Villar

### Demografía
En 2023, la entidad colectiva de población tenía empadronados 345 habitantes.

## Patrimonio
Cuenta con el templo parroquial de la Iglesia de Santa María que data del siglo XII.